# Premis Ondas 1992
Els Premis Ondas 1992 van ser la trenta-novena edició dels Premis Ondas, fallats el 4 de novembre de 1992. Com a novetat d'aquesta edició a més d'una categoria dedicada al cinema, amb tres guardons, instaurada l'any anterior, es van crear dues noves categories (nacional i internacional) dedicada a la música amb un total de 20 guardons atorgats per un jurat compost per 25 professionals del món de la indústria discogràfica i 25 crítics musicals, mitjançant votació a través d'una empresa auditora. L'entrega es va produir el 17 de novembre al Saló de Cent de l'Ajuntament de Barcelona, en un acte presidit per l'alcalde Pasqual Maragall, i en el qual el president del Grup Prisa, Jesús de Polanco, va demanar amb urgència la regulació de la televisió per cable.

## Nacionals de ràdio
- El ojo crítico de RNE
- Todos contra la droga, Protagonistas d'Onda Cero
- Juan Manuel Gozalo de RNE
- Menció especial Organisme de Radio / Televisió Olímpica RTO

## Nacionals televisió
- Lloll Bertran - El joc del segle de TV3
- El día después de Canal Plus
- Antonio Mercero per Farmacia de guardia d'Antena 3 TV
- Menció especial Cobertura dels Jocs Olímpics de TVE i TV3 Canal Olímpic

## Hispanoamericans ràdio i televisió
- Cadena de las Américas Protele/ Televisa, Mèxic
- Colorín Colorradio Caracol Radio, Colòmbia

## Internacionals ràdio
- La Bas si j'y suis, SRF,
- Hochzeit mit dem feind ARD/SFB
- Michael Jackson King Of Pop UKIB/ Capital Radio

## Internacionals televisió
- World in action: no fixes abode, UKIB/Granada Television
- Op Afbetaling, NOS/VPRO
- Los años vividos. Tiempo de tragedia, RTVE

## Cinema
- Millor pel·lícula: Alas de mariposa
- Millor directora: Pilar Miró, per Beltenebros
- Millor actuació: Ariadna Gil i Pere Ponce per Amo tu cama rica

## Nacionals de música
- Millor cançó: El sitio de mi recreo, d'Antonio Vega
- Millor clip: Una rosa es una rosa, de Mecano
- Millor artista: Camarón de la Isla[4]
- Millor grup: Mecano
- Millor artista en directe: Mecano
- Millor àlbum: Ser de agua, de Presuntos Implicados
- Millor artista revelació: Rosario, pel seu LP De ley
- Millor productor: Paco Trinidad, pel seu LP Luz
- Premio a la trajectòria: Camarón de la Isla

## Internacionals de música
- Millor cançó: Drive de REM
- Millor artista: Eric Clapton
- Millor grup: REM
- Millor clip: Black or White de Michael Jackson
- Millor grup en directe: U2, por Zooropa
- Millor àlbum: Unplugged, d'Eric Clapton
- Millor artista revelació: Red Hot Chili Peppers
- Millor productor: Daniel Lanois per Zooropa d'U2
- Millor banda sonora: The Bodyguard de Whitney Houston